# Agora Só Falta Você
"Agora Só Falta Você" foi um single em parceria da cantora brasileira Rita Lee e a banda Tutti Frutti, integrada no álbum de estúdio Fruto Proibido de 1975. 

## Faixa
| N.º | Título                | Compositor(es)          | Duração |  |
| 1.  | "Agora Só Falta Você" | Rita Lee & Tutti Frutti | 3:25    |  |

## Versão de Maria Rita
Agora Só Falta Você é um single do primeiro álbum da cantora Maria Rita, gravado pela gravadora Warner e lançado em 2003.

## Versão de Pitty
Agora Só Falta Você é um single promocional da cantora brasileira Pitty, gravado pela gravadora Deckdisc e lançado na trilha sonora nacional como tema da nova temporada do seriado Malhação 2014. E, em seguida, lançado como Lado B do vinil LP Serpente (Compacto).
A cantora baiana deu nova roupagem à música para a abertura da nova temporada de "Malhação", seriado da Rede Globo que reestreou no dia 14 de julho de 2014, no dia 5 de agosto foi lançado o vídeo com letra. "Fico pensando que, de repente, isso pode fazer a moçada chegar no 'Tutti Frutti', 'Os Mutantes', 'Novos Baianos', 'Secos & Molhados'", contou Pitty.
A versão feita por Pitty e sua banda (Martin, Duda, Guilherme e Paulo Kishimoto) ganhou guitarras pesadas, diferente da versão original. "Acho que a boa mesmo é tentar perceber o que é essencial naquela música para que ela não se perca. Mas, de qualquer forma, penso que não vale a pena fazer uma versão se for para fazer igual. Acho bom sempre tentar imprimir a própria personalidade, dar a sua interpretação", finaliza Pitty.

## Faixa
| N.º | Título                | Compositor(es)          | Duração |  |
| 1.  | "Agora Só Falta Você" | Rita Lee & Tutti Frutti | 3:44    |  |

## Trilha Sonora
- 1975 - Bravo! (versão original por Rita Lee)
- 1994 - 74.5: Uma Onda no Ar (versão original de 1975 por Rita Lee)
- 2006 - Prova de Amor (versão por Camila Titinger)
- 2007 - Amigas & Rivais (versão por Banda Vega)
- 2014 - Malhação (versão por Pitty)